# Yaremche
Yaremche (em ucraniano:  Яремчe, em polonês/polaco:  Jaremcze ou Jaremcza) é uma cidade da Ucrânia, situada no Oblast de Ivano-Frankivsk. Tem 114 km² de área e sua população em 2020 foi estimada em 8 044 habitantes.

## História
| Ano | Pop.   | ±%    |
| --- | ------ | ----- |
| 2007 | 11 926 | —     |
| 2008 | 11 956 | +0,3% |
| 2009 | 12 007 | +0,4% |
| 2010 | 12 091 | +0,7% |
| 2016 | 12 478 | +3,2% |
| Nota: População de Vorokhta incluída Dados de 2010 é válido até outubro Fonte: Gabinete Regional de Estatística |        |       |

Uma possível raiz da palavra "Yaremche" vem do turco. Em línguas turcomanas "yarım" significa "metade" e "yarımca" significa "pequena metade".  Foi fundada em 1787 e recebeu o status de cidade em 30 de dezembro de 1977. No período entre guerras (1918-1939) pertencia à Polônia e era o centro turístico mais popular na parte oriental dos Cárpatos (no final da década de 1920, mais de 6 000 hóspedes vinham para lá anualmente). Yaremche foi crescendo ano a ano em importância e número de turistas. De acordo com alguns, teve a chance de alcançar a mesma importância que outros importantes spas de montanha poloneses, Zakopane e Krynica. No entanto, em setembro de 1939, tornou-se parte da União Soviética como parte da RSS ucraniana sob o plano de partição Ribbentrop-Molotov para a divisão da Polônia entre a Alemanha e os soviéticos. Durante a Segunda Guerra Mundial foi ocupada pelos nazistas como parte da Distrikt Galizien e a maioria de sua população judaica foi massacrada por unidades nazistas da SS, juntamente com uma milícia voluntária ucraniana e tropas da Patrulha de Fronteira Húngara. Foi libertado pelas forças soviéticas em 1944. Em 30 de dezembro de 1977, a cidade de Yaremcha tornou-se um município dentro do Oblast de Ivano-Frankivsk. Desde 1991 faz parte da Ucrânia independente.
Há uma série de casas interessantes com longos telhados inclinados. Há uma igreja ortodoxa de madeira e um impressionante viaduto ferroviário, localizado sobre o vale de Prut na altura de 30 metros (98 pés). Ao lado há uma ponte de pedágio oscilante.
Em 14 de dezembro de 2006, o Parlamento da Ucrânia, oficialmente renomeou a cidade de Yaremcha para "Yaremche". A decisão foi baseada nos resultados de um referendo da cidade, bem como nas recomendações do Conselho Municipal e do Conselho do Oblast de Ivano-Frankivsk.
Até 18 de julho de 2020, Yaremche foi incorporada como uma cidade de significado oblast e era o centro do município de Yaremche, que também incluía o assentamento de tipo urbano de Vorokhta, uma estação de esqui, e cinco outras aldeias: Mykulychyn, Polianytsia, Tatariv, Voronenko e Yablunytsia. O município foi abolido em julho de 2020 como parte da reforma administrativa da Ucrânia, que reduziu o número de raions do Oblast de Ivano-Frankivsk para seis. A área do município de Yaremche foi incorporada em Nadvirna Raion.